# Siła naciągu
Siła naciągu (naciąg, napięcie) – siła powstająca w reakcji na zewnętrzną siłę napinającą. Pojęcie to stosuje się w odniesieniu do ciał takich jak: nitka, sznurek, lina, struna. W polskojęzycznej literaturze najczęściej oznaczana jest symbolem N lub FN a jej jednostką jest niuton (N).

Siły naciągu N_{1} i N_{2} powstające w elastycznym ciele poruszającym się z przyspieszeniem

Wartość siły naciągu zależy od wartości zewnętrznej siły napinającej, ale w ogólnym przypadku nie musi być jej równa. Równość ta ma miejsce tylko wówczas, gdy cały układ znajduje się w spoczynku lub porusza się ruchem jednostajnym prostoliniowym. Kierunek siły naciągu pokrywa się z kierunkiem siły napinającej, a jej zwrot jest przeciwny. W przypadku ciała, np. nitki, o skończonych rozmiarach, siła naciągu występuje na obu końcach nitki, jeżeli siły napinające działają również na oba końce nitki. Siłę naciągu można określić również dla dowolnego miejsca nitki. Wówczas, po umownym podzieleniu nitki na dwie części, pierwsza część będzie działała na drugą siłą napinającą, wywołując powstanie siły naciągu w drugiej części. Para sił naciągu na końcach nitki są to siły, których zwroty są przeciwne, a wartości różne. Wartości tych sił będą takie same tylko wówczas, gdy nitka nie będzie miała masy i będzie nierozciągliwa. Założenie takie często jest przyjmowane przy uproszczonym modelowym rozwiązywaniu zagadnień z dynamiki.
Wyznaczanie siły naciągu jest istotnym zagadnieniem przy:
- określaniu wytrzymałości materiałów na zerwanie;
- badaniu dynamiki ruchu ciał odkształcalnych (sprężystych, elastycznych);
- strojeniu strunowych instrumentów muzycznych (siła naciągu ma wpływ na własności sprężyste struny, czyli wysokość emitowanego dźwięku);
- naciąganiu rakiet do tenisa, squasha i badmintona.